# Chicago, bolgia infernale
Chicago, bolgia infernale (Undertow) è un film del 1949 diretto da William Castle.
È un film poliziesco statunitense a sfondo noir con Scott Brady, John Russell e Dorothy Hart. È incentrato sulle vicende di un ex detenuto ed ex mafioso di Chicago accusato dell'omicidio di un malavitoso di alto rango. Il film segna il primo film in cui è accreditato (con il nome "Roc") Rock Hudson e il debutto dell'attore Robert Easton.

## Trama
Tony Reagan, un tempo figura minore di un racket di Chicago capeggiato da tale Big Jim, fa ritorno, dopo diversi anni, nella "città del vento" per chiedere in sposa Sally Lee, sua fidanzata da lungo tempo, nonché nipote di Big Jim. Durante il viaggio egli – che ha deciso ormai di ritirarsi da ogni attività illegale - fa la conoscenza di Ann McKnight, che pare essere attratta da lui.
Ma una volta approdato in città alcuni malviventi uccidono Big Jim e fanno ricadere la colpa su Tony. Braccato dalla polizia egli trova aiuto principalmente in Ann, mentre diversi suoi amici di lunga data  - compresa Sally – si dimostrano in realtà inaffidabili e traditori.

## Produzione
Il film, diretto da William Castle su una sceneggiatura di Arthur T. Horman e Lee Loeb con il soggetto dello stesso Horman, fu prodotto da Ralph Dietrich per la Universal International Pictures e girato negli Universal Studios a Universal City in California e a Chicago. I titoli di lavorazione furono The Big Frame e Frame-Up.

## Distribuzione
Il film fu distribuito con il titolo Undertow negli Stati Uniti dal 1º dicembre 1949 al cinema dalla Universal International Pictures.
Altre distribuzioni:
- in Svezia il 3 aprile 1950 (Mordmysteriet)
- in Danimarca il 29 novembre 1951 (Millionbyens underverden)
- in Portogallo il 28 gennaio 1952 (Acusado Inocente)
- in Germania Ovest (Tödlicher Sog)
- in Francia (Une balle dans le dos)
- in Italia (Chicago, bolgia infernale)

## Critica
Secondo il Morandini il film è "discreto" e "il regista si è saputo districare abbastanza bene in una storia convenzionale".

## Promozione
La tagline è: "Every bullet in Chicago had his name on it!".